# تقطیر تخریبی
تقطیر تخریبی(به انگلیسی: Destructive distillation) یکی از روش‌های قدیمی تقطیر مواد است که عبارت است از تقطیر مواد در حرارت بالا و در غیاب هوا.